# Świecie nad Osą (gmina)

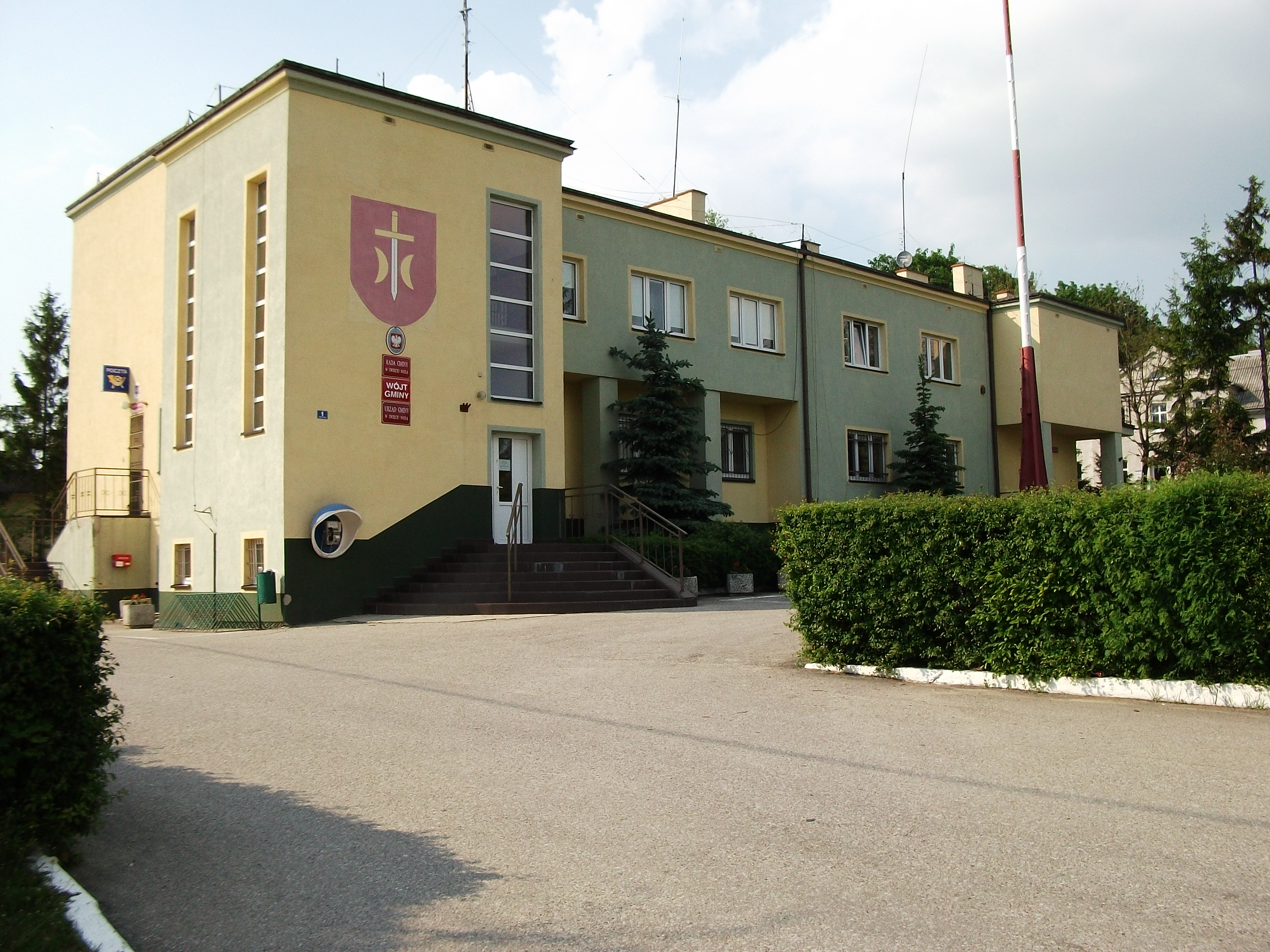
Urzad Gminy Swiecie nad Osa

Świecie nad Osą est une gmina rurale du powiat de Grudziądz, Couïavie-Poméranie, dans le centre-nord de la Pologne. Son siège est le village de Świecie nad Osą, qui se situe environ 23 km à l'est de Grudziądz et 56 km au nord-est de Toruń.
La gmina couvre une superficie de 94,67 km2 pour une population de 4 253 habitants.

## Géographie
La gmina inclut les villages de Białobłoty, Bursztynowo, Dębniaki, Karolewo, Kitnówko, Linowo, Lisewo-Zamek, Lisnówko, Lisnowo, Mędrzyce, Nowy Młyn, Partęczyny, Rychnowo, Świecie nad Osą, Szarnoś et Widlice.
La gmina borde les gminy de Biskupiec, Gruta, Jabłonowo Pomorskie, Książki, Łasin et Radzyń Chełmiński.